# Otumfuo Nana Osei Tutu II.
Otumfuo Nana Osei Tutu II., vlastním jménem Nana Barima Kwaku Duah (* 6. května 1950 Kumasi), je ghanský aristokrat a bývalý podnikatel, který je od roku 1999 ceremoniálním vládcem etnika Ašantů. 
Odvozuje svůj původ od klanu Oyoko, který vládl v Ašantské říši od 17. století. Je nejmladším synem ašantské královny matky Nana Afia Kobi Serwaa Ampem II. Jeho manželkou je od roku 2002 Julia Osei Tutu, s níž má sedm dětí. Jeho synovcem je americký wrestler ghanského původu Prince Nana.
Získal ekonomické vzdělání na University of Professional Studies v Akkře a na University of North London. Pracoval jako manažer pojišťovny Mutual of Omaha v Torontu a pak v londýnské firmě HPCC Stonebridge. V roce 1989 se vrátil do Ghany a založil vlastní firmu Transpomech International (Ghana) Limited, působící v oblasti dopravy.
Po smrti staršího bratra Opoku Wareho II. v dubnu roku 1999 se stal šestnáctým panovníkem Ašantů (Asantehene). Podle ústavy je ceremoniálním vládcem, který uznává svrchovanost Ghanské republiky a z titulu své funkce zasedá v Národní sněmovně náčelníků. Sídlí v Paláci Manhiya v Kumasi a symbolem jeho moci je Zlatý stolec.
Působil jako zprostředkovatel ve sporu o nástupnictví v království Dagbon a za svůj přínos k řešení krize obdržel ocenění Pillar of Peace Award. V roce 2023 inicioval projekt modernizace fakultní nemocnice v Kumasi. Organizuje výsadbu stromů v okolí jezera Bosumtwi, která má zastavit environmentální degradaci v oblasti. Založil dobročinnou organizaci Otumfuo Osei Tutu II Foundation, zastává také funkci kancléře Nkrumahovy univerzity v Kumasi. Hlásí se k anglikánské církvi, rovněž je svobodným zednářem a patronem Velké ghanské lóže.